# Bantal (Asembagus)
Bantal is een bestuurslaag in het regentschap Situbondo van de provincie Oost-Java, Indonesië. Bantal telt 4870 inwoners (volkstelling 2010).